# Manfred Eicher
Manfred Eicher (* 9. Juli 1943 in Lindau) ist ein deutscher Kontrabassist, Musikproduzent und Mitbegründer des Musiklabels ECM Records.

## Leben
Eicher studierte an der Hochschule der Künste Berlin Musik und spielte zunächst als Kontrabassist bei den Berliner Philharmonikern klassische Musik. Er trat dann im Free-Jazz-Trio von Joe Viera auf, aber auch mit Bob Degen, Marion Brown und Leo Smith. 1969 gründete er mit Manfred Scheffner und Karl Egger das Schallplattenlabel ECM Records (Edition of Contemporary Music) in München. Bei ECM produziert er vor allem kammermusikalischen Jazz, der sich mehr an kulturellen Erfahrungen Europas orientiert als an amerikanischen Traditionen und Trends. Seit Mitte der 1980er-Jahre produziert Manfred Eicher auch die Musik zeitgenössischer Komponisten von E-Musik unter dem Label ECM New Series – beginnend mit Arvo Pärts 1984 veröffentlichter Komposition Tabula rasa. Eichers Interesse an zeitgenössischer Musik ist allerdings schon älter – bereits Ende der 1970er-Jahre veröffentlichte er Steve Reichs für die Entwicklung des Seriellen Minimalismus bahnbrechendes Werk Music for 18 Musicians. Hinzu kommen viele Crossover-Produktionen, bei denen die Genregrenzen verschwimmen. Zu den Künstlern, die von Eicher produziert wurden oder werden, gehören Paul Bley, Chick Corea, Jan Garbarek, Keith Jarrett, Pat Metheny und das Art Ensemble of Chicago.
ECM-Produktionen zeichnen sich durch besonders sorgfältige Aufnahmetechnik aus. Der ECM-Sound hat ein sehr klares und transparentes Klangbild (getreu dem Motto „The most beautiful sound next to silence“). Seit der Gründung hat ECM über 1500 Tonträger produziert. Die meisten sind bis heute lieferbar.
1990 drehte Eicher gemeinsam mit Heinz Bütler nach der Erzählung Der Mensch erscheint im Holozän von Max Frisch den Film Holozän, der beim Filmfestival Locarno mit dem Spezialpreis der Jury ausgezeichnet wurde. Seine weitere Arbeit im Filmbereich konzentriert sich auf die musikalische Produktion bzw. Konzeption für verschiedene Filme von Jean-Luc Godard und Theo Angelopoulos, Xavier Koller, Sandra Nettelbeck und Christian Frei.
2009 entstand unter der Regie von Peter Guyer und Norbert Wiedmer die Dokumentation sounds and silence über Manfred Eicher. Der Film begleitet Eicher auf seinen Reisen zu verschiedenen Musikern aus dem ECM-Repertoire und zeigt dabei Eichers Arbeitsweise und seine Suche nach Klängen und Musik. Der Film erschien 2010 international bei Recycled TV AG, Biograph Film und in Deutschland beim Arsenal Filmverleih.

## Auszeichnungen und Preise
Manfred Eicher hat für seine künstlerische Produktionsweise zahlreiche Auszeichnungen erhalten. 1986 erhielt er den Ehrenpreis der deutschen Schallplattenkritik, 1998 den Musikpreis der Landeshauptstadt München. Die Universität Brighton verlieh ihm im Jahre 2000 ein Ehrendoktorat „in recognition of his outstanding contribution to the development of contemporary music“. 2002 wurde Eicher als Best Classical Producer of the Year mit einem Grammy Award ausgezeichnet. Im Januar 2005 wurde Eicher der Kulturelle Ehrenpreis der Landeshauptstadt München 2004 verliehen. Am 4. Oktober 2007 wurde ihm das Bundesverdienstkreuz am Bande verliehen. 2008, 2009, 2010 und von 2012 bis 2019 wurde er im Kritiker-Poll der Jazz-Zeitschrift Down Beat als „Produzent des Jahres“ gewürdigt (diese Auszeichnung hatte er zuvor schon einmal 1976 erhalten). Down Beat verlieh Eicher im Jahre 2010 den Lifetime Achievement Award für sein Lebenswerk.
Den ECHO Jazz 2011, als Förderer des Jazz, lehnte Manfred Eicher mit der Begründung ab, diese Preisverleihung konterkariere die Wahrnehmung seiner Tätigkeit als Musikproduzent. Dazu zitierte er einen Satz von Kurt Tucholsky: „Je preiser gekrönt, desto durcher er fällt.....“ 2014 erhielt Manfred Eicher den Kulturpreis der Stadt Lindau. Seine Heimatstadt zeichnete Eicher für sein vielseitiges und umfangreiches künstlerisches Schaffen vor allem in den Bereichen Jazz, Klassik und zeitgenössische Musik aus. 
Am 12. Februar 2018 wurde Manfred Eicher in den Kreis der Honorary Fellows der Londoner Royal Academy of Music aufgenommen. 2022 wurde ihm von der Jury des Preises der deutschen Schallplattenkritik der Ehrenpreis zugedacht als einer Persönlichkeit aus der Musikwelt, die in ihrem Wirkungskreis neue Maßstäbe gesetzt habe. Es sei ihm gelungen, eine eigene Ästhetik und Haltung zu prägen: „Einen kammermusikalischen Sound ebenso wie eine bestimmte Art der Covergestaltung.“ Im Jahre 2023 erhielt Manfred Eicher den Sonderpreis des Bayerischen Staatspreises für Musik 2023.

## Filmografie
- 1968: Neun Leben hat die Katze[11]
- 1993: Holozän[12] (nach einer Erzählung von Max Frisch)
- 2002: Kedma[13]
- 2008: Das Fremde in mir[14]
- 2009: Sounds and Silence. Unterwegs mit Manfred Eicher
- 2016: Ein Jude als Exempel (Un juif pour l'exemple)